# Колонж ле Беви
Колонж ле Беви (фр. Collonges-lès-Bévy) насеље је и општина у источном делу централне Француске у региону Бургоња, у департману Златна обала која припада префектури Дижон.
По подацима из 2011. године у општини је живело 96 становника, а густина насељености је износила 17,81 становника/km². Општина се простире на површини од 5,39 km². Налази се на средњој надморској висини од 500 метара (максималној 626 m, а минималној 310 m).

## Демографија
| 1962. | 1968. | 1975. | 1982. | 1990. | 1999. | 2011. |
| ----- | ----- | ----- | ----- | ----- | ----- | ----- |
| 49    | 59    | 57    | 55    | 70    | 79    | 96    |

График промене броја становника у току последњих година